# Штефан Хомола
Штефан Венцеслав Хомола (слч. Štefan Vénceslav Homola; 1820 — 1881) је био евангелистички капелан из Бачког Петровца, који је значајан по томе што је умногоме допринео просвећивању војвођанских односно ондашњих јужноугарских Словака. Међу његовом делатношћу на том пољу вреди истаћи оснивање тзв. Недељне школе и Словачке библиотеке (која ће касније добити име по њему), обе у Бачком Петровцу. Није за занемарити ни његово енергично залагање да се и жене укључе у школство, што је наглашавао као нужност за национални опстанак свих Словака уопште, која је доведена у питање уочи револуције из 1848. г.